# Перелом проксимального сегменту плечової кістки
Перелом проксимального сегменту плечової кістки — це перелом верхньої частини кістки плеча (плечової кістки). Симптоми включають біль, набряк та погіршення рухливості плеча. Ускладнення можуть включати пошкодження пахвового нерва, або пахвової артерії.
Причиною зазвичай є падіння на руку, або пряма травма руки. Фактори ризику включають остеопороз та діабет. Зазвичай, діагноз ґрунтується на основі отриманих рентгенограмм, або на результатах комп'ютерної томографії. Це різновид перелому плечової кістки. Існує ряд класифікаційних систем.
Процес лікування зазвичай полягає у використанні підтримуючої пов'язки на руку протягом короткого періоду часу, пізніше із долученням фізіотерапевтичних вправ до процесу. Цей метод є доцільним у багатьох випадках, навіть при фрагментації зі зміщенням відламків. Рідше рекомендується хірургічне втручання.
Переломи проксимального відділу плечової кістки є поширеними. Найчастіше на них страждають люди похилого віку. У цій віковій групі вони є третіми за поширеністю переломами після переломів стегна та переломів Коллеса. Жінки страждають частіше, ніж чоловіки.